# فالنتاين ستوك
فالنتاين ستوك هو سياسي كندي، ولد في 30 يونيو 1852 في كندا، وتوفي في 1921. حزبياً، نشط في الحزب الليبرالي في أونتاريو ‏. وقد انتخب عضو برلمان مقاطعة أونتاريو.